# باشگاه فوتبال نود ارومیه
باشگاه فوتبال نود ارومیه(دوخسان ارومیه) یک باشگاه فوتبال ایرانی در شهر ارومیه، ایران است که در سال ۱۳۹۰ تأسیس شد و در سال ۱۳۹۷ وارد لیگ آزادگان شد. این تیم هم‌اکنون در لیگ آزادگان حاضر است.

## پیشینه
پس از جابه‌جایی امتیاز باشگاه فوتبال گسترش فولاد تبریز با باشگاه فوتبال ماشین‌سازی تبریز در لیگ آزادگان و انحلال نام گسترش فولاد امتیاز لیگ یکی آن در مرداد ۱۳۹۷ به ارومیه انتقال و باشگاه نود جهت حضور در لیگ آزادگان تشکیل شدو مالکیت آن در حال حاضر بر عهده اداره کل ورزش و جوانان آذربایجان غربی است. این تیم در پایان رقابت‌های لیگ آزادگان ۹۸_۱۳۹۷ در جایگاه دوازدهم قرار گرفت
تیم نود در پایان رقابت‌های لیگ آزادگان ۹۹_۱۳۹۸ در جایگاه هفتم قرار گرفت.

## مربیان
- وحید بیاتلو (۱۳۹۷_۱۳۹۹)
- فرهاد فضلی (۱۳۹۹)
- عباس عزیزی (۱۳۹۹_۱۴۰۰)
- علی لطیفی (۱۴۰۰)
- سلمان تاجدار (۱۴۰۰)
- داریوش هرمزی (اسفند ۱۴۰۰-آبان ۱۴۰۱)
- قاسم دهنوی (فروردین ۱۴۰۲-تیر ۱۴۰۲)
- رضا مرادی (مهر ۱۴۰۲-اسفند ۱۴۰۲)
- قاسم دهنوی (اسفند ۱۴۰۲- تیر ۱۴۰۳)
- رضا مرادی (شهریور ۱۴۰۳-خرداد ۱۴۰۴)
- ابراهیم اشکش (تیر ۱۴۰۴-)

## بازیکنان

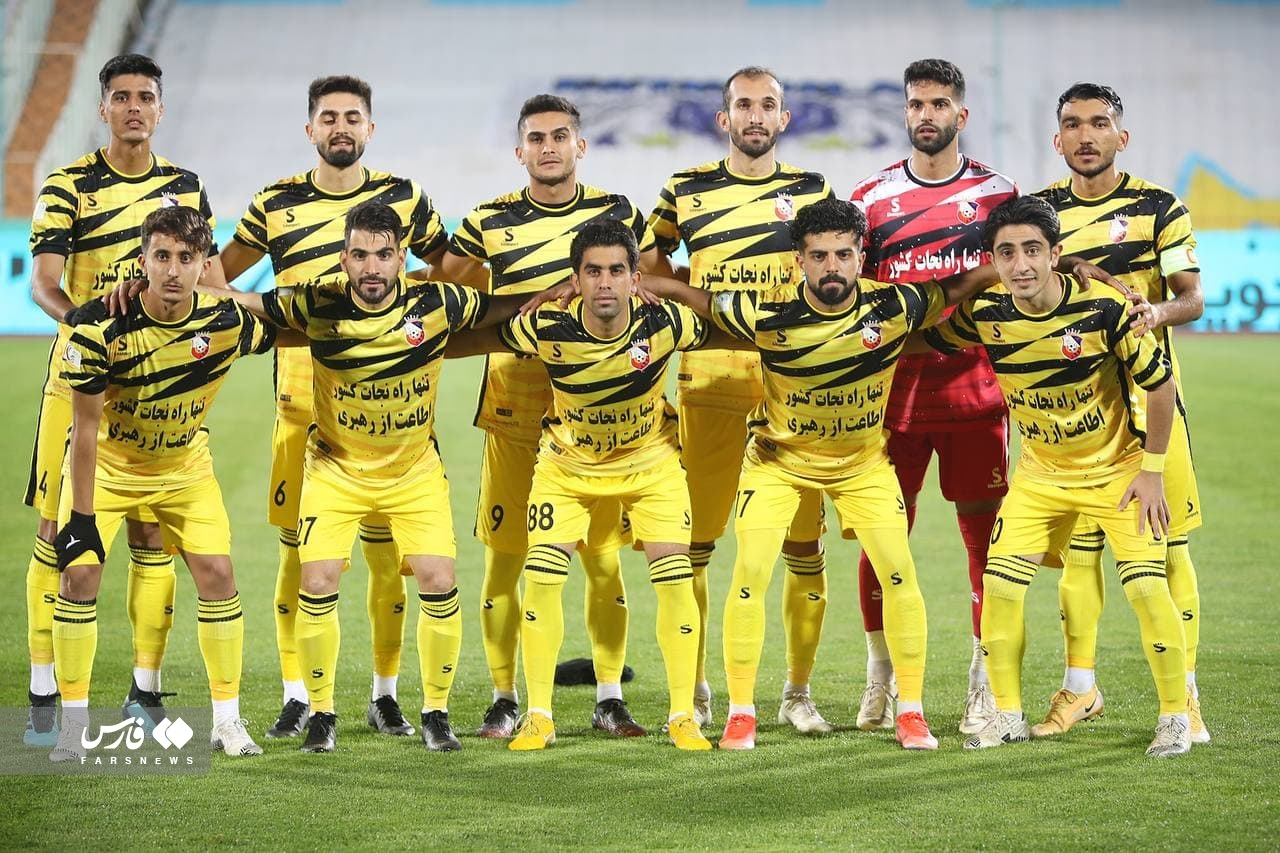
ترکیب تیم نود در بازی جام حذفی مقابل استقلال تهران، آذر ۱۴۰۰

فهرست بازیکنان در فصل ۱۴۰۳-۱۴۰۴:
| شماره |       | نقش       | بازیکن                |
| ----- | ----- | --------- | --------------------- |
| ۱     | ایران | دروازه‌بان | پرهام ترویه           |
| ۸     | ایران | هافبک     | محمد رستمی‌زاده        |
| ۱۰    | ایران | مهاجم     | تورج آقایاری          |
| ۱۳    | ایران | دروازه‌بان | امیرمحمد بهاری        |
| ۱۴    | ایران | مهاجم     | رامین نجف‌زاده         |
| ۳۳    | ایران | دروازه‌بان | عرفان مصطفوی          |
| ۶۰    | ایران | هافبک     | سینا آزادخواه         |
| ۶۶    | ایران | هافبک     | پوریا نجف قلی‌زاده     |
| ۶۸    | ایران | دروازه‌بان | مجید علایی‌نژاد        |
| ۶۹    | ایران | مدافع     | مبین قوجقی            |
| ۷۰    | ایران | مدافع     | امیررضا عبادی         |
| ۷۷    | ایران | دفاع      | مهدی سواری            |
| ۸۰    | ایران | مهاجم     | مهدی دادگر            |
| ۸۸    | ایران | هافبک     | اکبر صفرزاده          |
| ۹۰    | ایران | مدافع     | محمد زینالی (کاپیتان) |
| ۹۶    | ایران | هافبک     | سبحان کوراوند         |
|       | ایران | مدافع     | میثم جودکی            |
|       | ایران | مدافع     | محمدامین سعیداوی      |

| شماره |       | نقش       | بازیکن          |
| ----- | ----- | --------- | --------------- |
|       | ایران | مهاجم     | میلاد احمدی     |
|       | ایران | مهاجم     | امید افشون      |
|       | ایران | مهاجم     | علی فاتح        |
|       | ایران | دروازه‌بان | محمد ناصری      |
|       | ایران | هافبک     | محمدطاهر امینی  |
|       | ایران | مدافع     | سجاد تقوی       |
|       | ایران | هافبک     | محمد خرم‌الحسینی |
|       | ایران | دروازه‌بان | رضا منصوری      |
|       | ایران | هافبک     | آرمان سوداگر    |
|       | ایران | مدافع     | محمد قنبری      |
|       | ایران | مدافع     | امین کعبی       |
|       | ایران | مهاجم     | علی آل کثیر     |
|       | ایران | هافبک     | امید صیدالی     |
|       | ایران | هافبک     | علی کیانی‌فر     |
|       | ایران | مدافع     | مجتبی مقتدایی   |
|       | ایران | مهاجم     | رضا بهمئی       |
|       | ایران | دروازه‌بان | عباس بختیاری    |